# Alberto Blanc

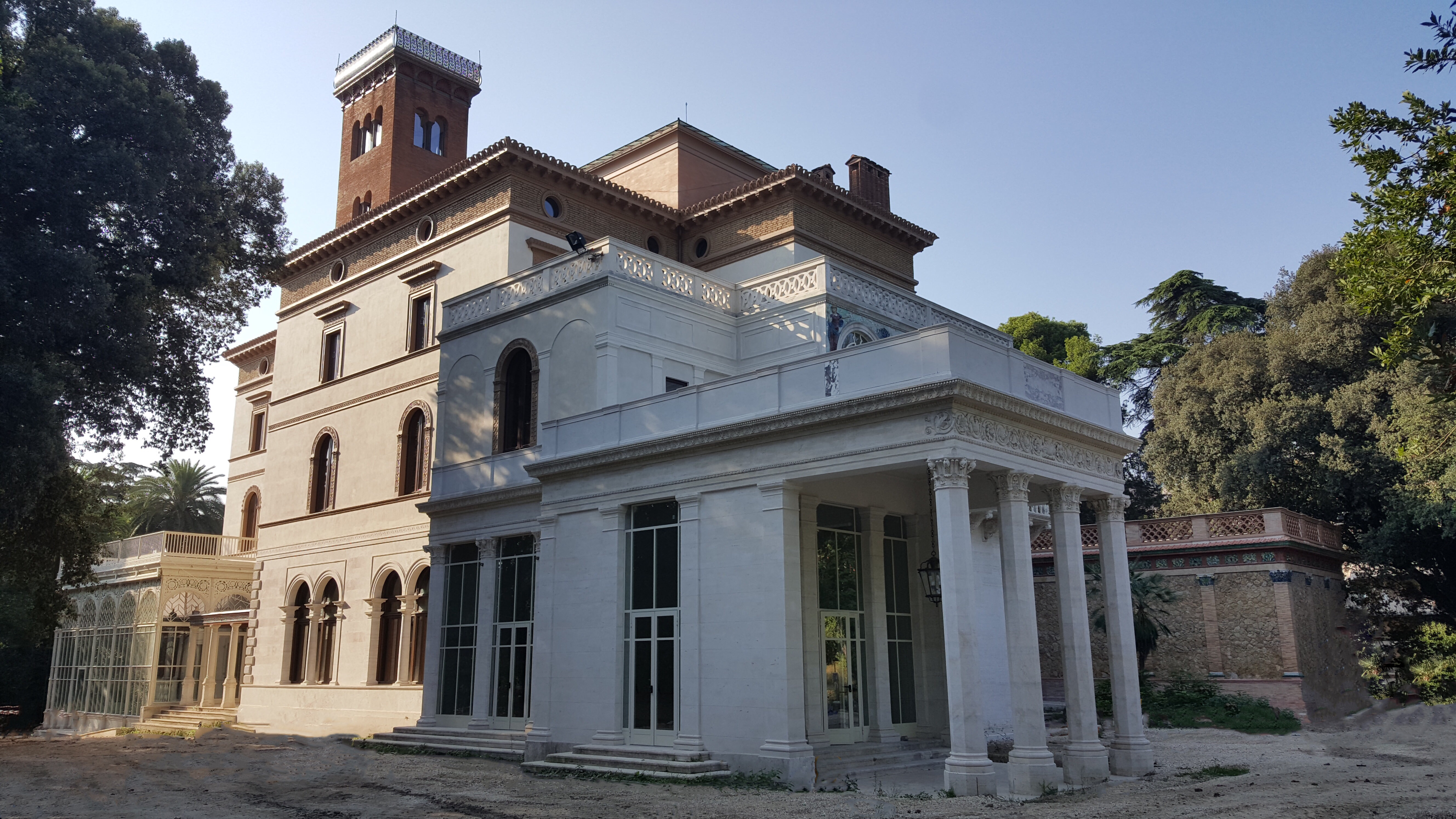
Villa Blanc, residenza romana del barone Blanc, progettata e costruita in stile eclettico da Giacomo Boni nel 1896. Nel 1996 acquistata dalla Libera università internazionale degli studi sociali Guido Carli per farne sede didattica. Foto del 2016, a ristrutturazione quasi completata.

Alberto Blanc (Chambéry, 10 novembre 1835 – Torino, 31 maggio 1904) è stato un diplomatico e politico italiano, senatore del Regno d'Italia nella XVIII legislatura.

## Biografia

### Ambiente familiare
Figlio di Louis François e di Mariette Cartannas, sposò Natalia (Natividad) Terry. Con regio decreto del 30 marzo 1873, gli fu concesso il titolo di barone.
Nel 1893 acquistò una vigna a Roma, sulla via Nomentana, facendone ristrutturare gli edifici, creando così quella che divenne Villa Blanc, una delle più belle Ville di Roma, situata oggi nel Municipio Roma II.

### Carriera diplomatica
Inviato in missione speciale a Parigi, il 2 febbraio 1860, dal Conte di Cavour, fu nominato segretario di seconda classe sopranumerario al ministero degli Affari Esteri, il 24 ottobre 1860, dando avvio a una brillante carriera diplomatica.
Nel 1863 fu Segretario particolare del ministro Emilio Visconti Venosta e, nel 1864, Capo di gabinetto. Promosso Consigliere di legazione nel 1866, prese parte alle trattative per la conclusione dell'armistizio con l'Impero Austriaco dell'8 luglio 1866.
Il 4 maggio 1867 fu destinato alla conferenza di Londra sulla controversia franco-tedesca per il Lussemburgo. Inviato straordinario e, poi, Ministro plenipotenziario di seconda classe, l'11 aprile 1869 fu incaricato per la prima volta delle funzioni di Segretario generale del Ministero degli Esteri, carica che resse sino al 27 ottobre 1870.
Nel settembre del 1870 fu inviato in missione speciale al quartier generale del Generale Cadorna, per imbastire un'improbabile soluzione diplomatica della Questione romana. Subito dopo fu sollevato dall'incarico di Segretario generale e destinato prima a Madrid e, nel 1871, a Bruxelles. Nel 1874 fu plenipotenziario al congresso per la determinazione delle norme internazionali in tempo di guerra. Nel dicembre del 1875 fu trasferito a Washington. Il 2 marzo 1878 fu plenipotenziario per la convenzione consolare con gli Stati Uniti per le controversie pendenti in seguito alla insurrezione dell'isola di Cuba. Nel 1880 fu trasferito a Monaco di Baviera.
Il 2 giugno 1881 fu incaricato nuovamente delle funzioni di Segretario generale del Ministero degli Esteri, sino al 4 gennaio 1883 quando, accusato di perseguire indirizzi politici in contrasto con quelli del Ministro Pasquale Stanislao Mancini, rese le dimissioni dall'incarico.
Fu, quindi, assegnato nuovamente a Madrid e, nel 1886, fu scelto come arbitro per il caso della cattura del bastimento americano Masonic da parte della Spagna. Nello stesso anno fu inviato con credenziali d'Ambasciatore a Costantinopoli e il 6 agosto 1888 fu plenipotenziario per la convenzione sul libero uso del canale di Suez.
Fu collocato a riposo nel 1891.

### Carriera politica
Il 21 novembre 1892 fu nominato Senatore del Regno. Il 15 dicembre 1893 fu scelto da Francesco Crispi come Ministro degli Esteri del suo terzo Governo. Occupò la carica sino al 10 marzo 1896, quando l'intero governo fu travolto dalla crisi di Adua.